# علی اویداک (آریزونا)
علی اویداک (به انگلیسی: Ali Oidak) یک منطقهٔ مسکونی در ایالات متحده آمریکا است که در آریزونا واقع شده‌است. علی اویداک ۵۵۶ متر بالاتر از سطح دریا واقع شده‌است.